# Mauricio Segura
Pour les articles homonymes, voir Segura (homonymie).
Mauricio Segura est un écrivain, journaliste, scénariste et essayiste québécois .

## Biographie
Né à Temuco (Chili) en 1969, Mauricio Segura est arrivé à l'âge de cinq ans à Montréal.
Il grandit dans le quartier de Côte-des-Neiges. Au primaire, il va à l’École Saint-Pascal-Baylon, puis il va à l’école Jean-de-Brébeuf au secondaire.
Après des études en sciences économiques (1992) et en études françaises (maîtrise en 1996) à l’Université de Montréal, il a reçu son doctorat en langue et littérature françaises de l'Université McGill (Montréal) en juin 2002.
En 2007-2008, il a été analyste pour la Commission de consultation sur les pratiques d’accommodements reliées aux
différences culturelles du Gouvernement du Québec, dite Commission Bouchard-Taylor.
D'août 2008 à janvier 2009, il a tenu le blogue « Blogue de Montréal-Nord » pour le magazine L’Actualité.
De 2008 à 2013, il a été directeur du contenu et de la création et conseiller à la scénarisation aux Productions Pimiento (télévision, cinéma).
En 2010-2011, il est professeur invité de création littéraire au Département des littératures de langue française de l'Université de Montréal. Auparavant, il avait enseigné à l'Université McGill (Montréal) et à l'Université Concordia (Montréal), et animé des ateliers de création littéraire à la Médiathèque de Nantes (France).
Depuis 2013, il fait partie du comité de rédaction de la revue L'Inconvénient.
Mauricio Segura est membre de l’Union des écrivaines et des écrivains québécois (UNEQ) et de la Société des auteurs de radio, télévision et cinéma (SARTEC).

## Publications

### Livres

#### Romans
- Côte-des-Nègres, Montréal, Boréal, 1998, 295 p.  (ISBN 2-89052-917-7). Réédition en format de poche : Montréal, Éditions du Boréal, coll. « Boréal compact », no 152, 2003, 295 p.  (ISBN 2-7646-0285-5). Traduction anglaise : Black Alley, traduction de Dawn Cornelio, Emeryville (Ontario), Biblioasis, 2010, 214 p.  (ISBN 978-1-897231-90-6).
- Bouche-à-bouche, Montréal, Boréal, 2003, 169 p.  (ISBN 2-7646-0225-1).
- Eucalyptus, Montréal, Boréal, 2010, 166 p.  (ISBN 978-2-7646-2009-0) Traduction anglaise : Eucalyptus, traduction de Donald Winkler, Windsor (Ontario), Biblioasis, 2013,  (ISBN 978-1-927428-37-5).
- Oscar, Montréal, Boréal, 2016, 240 p.  (ISBN 978-2-7646-2422-7). Traduction anglaise : Oscar, traduction de Donald Winkler, Windsor (Ontario), Biblioasis, 2018.  (ISBN 978-1-77196-225-4)
- Viral, Montréal, Boréal, 2020, 295 p.  (ISBN 978-2-7646-2615-3).

#### Étude
- La faucille et le condor. Le discours français sur l'Amérique latine (1950-1985), Montréal, Presses de l'Université de Montréal, coll. « Socius », 2005, 247 p.  (ISBN 2-7606-1947-8).

#### Ouvrage collectif
- Imaginaire social et discours économique, sous la dir. de Mauricio Segura, Janusz Przychodzen, Pascal Brissette, Paul Choinière et Geneviève Lafrance, Montréal, Université de Montréal, Département d'études françaises, coll. « Paragraphes », no 21, 2003, 146 p.  (ISBN 2-921447-14-2);  (ISSN 0843-5235).

### Nouvelles
- « Aimez-vous le jazz ? », Liberté, no 214, Montréal, août 1994, p. 52-61.
- « Voyage vers le Sud », dans Des nouvelles du Québec, Paris, Éditions 00h00.com, 1999, p. 55-67.
- « Présentation », dans Des nouvelles du Québec, Paris, Éditions 00h00.com, 1999, p. 5-7.
- « Le monologue de Momo », dans Une visite inattendue, Nantes, Joca Séria, 2001, p. 71-74.
- « La fin d’une époque », L’inconvénient, no 5, Montréal, mai 2001, p. 93-98.
- « Le bébé de Rose », dans L’invitation à Rezé, la nuit de l’écriture, Rezé (Nantes), Iframes la Classerie, avril 2004.
- « L'Affaire Jocelyn », dans Larguer les amours, Montréal, Tête première, 2018.

### Articles et chapitres de livres (sélection)
- « Le tiers-mondisme français des années 1970 et son adversaire libéral : comment distinguer la gauche de la droite ? », dans Écritures hors-foyer. Actes du Ve Colloque des jeunes chercheurs en sociocritique et en analyse du discours et du colloque «Écritures hors-foyer : comment penser la littérature actuelle ?». 25 et 26 octobre 2001, Université de Montréal, sous la dir. de Pascal Brissette, Paul Choinière, Guillaume Pinson et Maxime Prévost, Montréal, Université McGill, Chaire James McGill de langue et littérature françaises, coll. « Discours social / Social Discourse », nouvelle série / New Series, no 7, 2002, p. 100-108.
- « Société de consommation : phantasmes et sueurs froides chez Le Clézio, Perec et Robbe-Grillet », dans Imaginaire social et discours économique, sous la dir. de Mauricio Segura, Janusz Przychodzen, Pascal Brissette, Paul Choinière et Geneviève Lafrance, Montréal, Université de Montréal, Département d'études françaises, coll. « Paragraphes », no 21, 2003, p. 49-57.  (ISBN 2-921447-14-2);  (ISSN 0843-5235).
- « Avant-propos », dans Imaginaire social et discours économique, sous la dir. de Mauricio Segura, Janusz Przychodzen, Pascal Brissette, Paul Choinière et Geneviève Lafrance, Montréal, Université de Montréal, Département d'études françaises, coll. « Paragraphes », no 21, 2003, p. 7-10.  (ISBN 2-921447-14-2);  (ISSN 0843-5235).
- « L’apocalypse selon Céline », L’inconvénient, no 15, Montréal, novembre 2003.
- « Méthode sociologique, méthode littéraire : C’était toute une vie de François Bon », dans Actes du colloque L’empreinte du social dans le roman depuis 1980, Montpellier, Presses de l’Université Paul-Valéry, mars 2005.
- « Mexico », dans Encyclopedia of France and the Americas : Culture, Politics, History, Oxford/Santa Barbara, ABC-Clio Publications, mars 2005.
- « Chile », dans Encyclopedia of France and the Americas : Culture, Politics, History, Oxford/Santa Barbara, ABC-Clio Publications, mars 2005.
- « Le militant et le postmoderne. Critique de La révolte des pendus de B. Traven et de La zone du silence de Homero Aridjis », Spirale, no 206, Montréal, janvier-février 2006.
- « Le mythe Bolaño », L'Inconvénient, no 52, Montréal, printemps 2013.
- « Le héron, la grenouille et le poisson rouge : un portrait de Gaétan Soucy », L'Inconvénient, no 56, Montréal, printemps 2014.

## Prix, bourses et distinctions
- Lauréat du Prix d'excellence de la Sodep, catégorie portrait ou entrevue pour "Le héron, la grenouille et le poisson rouge : portrait de Gaétan Soucy" (L'Inconvénient), 2015.
- Finaliste au prix France-Québec pour Bouche-à-bouche, 2004.
- Bourse d’écrivain-résident du Centre national du livre, ministère de la Culture et de la Communication, France, 1999.
- Résidence d’écrivain, La nuit de l’écriture, Rezé, France, 1999.
- Premier prix du Concours de nouvelle 1994-1995 du journal étudiant de l’Université de Montréal, Le Quartier libre.